# Palais de Saint-Christophe
 (avril 2019).
Si vous disposez d'ouvrages ou d'articles de référence ou si vous connaissez des sites web de qualité traitant du thème abordé ici, merci de compléter l'article en donnant les références utiles à sa vérifiabilité et en les liant à la section « Notes et références ».
Le palais de Saint-Christophe (en portugais : Paço de São Cristóvão ou Palácio de São Cristóvão ou Palácio Imperial) est un édifice public situé dans le parc de Boa Vista à Rio de Janeiro, au Brésil. Il est l’ancienne résidence des empereurs du Brésil avant de devenir le musée national du Brésil. 
Le 2 septembre 2018, l'édifice est presque entièrement détruit par un incendie.

## Histoire
Au début du XIXe siècle, le terrain correspondant à l'actuel parc de Boa Vista appartient à Elias Antonio Lopes, un riche marchand portugais, qui en 1803 avait construit un manoir au sommet d’une colline. En 1808, lorsque le gouvernement portugais est transféré au Brésil, Lopes fait don de sa ferme au prince-régent Jean qui apprécie le cadeau et y demeure pendant de longues périodes.
Dès son arrivée à Rio de Janeiro, la famille royale portugaise vit dans l'édifice, que le prince-régent fait rénover par l’architecte anglais John Johnston, pour le transformer en palais royal entre 1819 et 1821. En face du palais, Johnston fait installer un portique décoratif, un cadeau envoyé d’Angleterre au Brésil par Hugh Percy, 2e duc de Northumberland.
Après la déclaration d’indépendance du Brésil, en 1822, le palais devient la résidence de l’empereur Pierre Ier. Le réaménagement et l’agrandissement du palais est réalisé par l'architecte portugais Manuel da Costa jusqu'en 1826, puis par l’architecte français Pierre-Joseph Pézerat de 1826 à 1831, qui remodèle le bâtiment en style néo-classique et ajoute une nouvelle tour à gauche de la façade principale et un troisième étage. Les travaux se poursuivent après 1847 sous la direction de l’artiste brésilien Manuel de Araújo Porto-Alegre qui harmonise le style des façades, suivi par l’Allemand Théodore Marx de 1857 à 1868. Le peintre italien Mario Bragaldi décore de nombreuses salles du palais, comme celle du trône et le salon des ambassadeurs avec des peintures en trompe-l'œil.
Après le mariage de Pierre Ier avec la princesse Marie-Léopoldine d'Autriche, en 1817, le couple impérial réside au palais, où naissent la future reine de Portugal, Marie II, ainsi que le futur empereur du Brésil Pierre II. L’impératrice Marie-Léopoldine meurt dans le palais en 1825.
Pierre II, qui a grandi et fait ses études dans le palais, ordonne en 1869 la rénovation des jardins. Le concepteur des jardins à la française Auguste François Marie Glaziou est chargé du projet, qui comprend des lacs artificiels, des ponts, des grottes et des copies d'anciens temples. Tous les enfants de Pierre II voient le jour au palais, dont la princesse Isabelle, célèbre pour avoir aboli l’esclavage au Brésil en 1888.
Après la proclamation de la République en 1889, la famille impériale quitte le palais avant de prendre le chemin de l'exil. Le palais et les jardins qui l’entourent demeurent inoccupés.
En 1890, le bâtiment est utilisé par l'Assemblée nationale pour rédiger la première Constitution républicaine du pays. Le 26 février 1891, le premier président du Brésil, Manuel Deodoro da Fonseca, prête serment dans ses murs.
L'année suivante, le directeur du musée national, qui se trouvait alors dans le Campo de Santana, au centre de Rio, fait transférer son institution dans l'ancien palais impérial. 
Afin d'effacer les traces de l'Empire, la décoration intérieure du palais a été dispersée, mais une partie de celle-ci est présentée dans d'autres lieux culturels, comme le musée impérial de Petrópolis, dans lequel la salle du trône a été remontée.
Le 2 septembre 2018, le palais est presque entièrement détruit par un incendie, dans lequel disparaissent une grande partie des collections du musée.